# Dunkerque Handball Grand Littoral
Dunkerque Handball Grand Littoral (kraći naziv: Dunkerque HBGL) je francuski rukometni klub iz Dunkerquea. Utemeljen je 1958. godine.

## Povijest
Klub je osnovan 3. rujna 1958. pod imenom Amicale Laïque de l'Esplanade. 1964. godine promijenio je ime u Amicale Laïque de Dunkerque. 
Siječnja 1968. spojio se s klubom Denier de Malo, a novi klub koji je nastao spajanjem dobio je ime Amicale Laïque Dunkerque Malo. 
27. travnja 1974. prelazi u društvo US Dunkerque (USD; od rujna 1997. USDK). Služeno klupsko ime danas je Dunkerque Handball Grand Littoral. 

## Športski uspjesi
- francuski kup: (1)
  - osvajač: 2011.
  - finalist: 1991., 2000.

- francuski liga kup: (1)
  - finalist: 2002.

- EHF Challenge Cup:
  - finalist: 2004.

- 4. liga (francusko prvenstvo Nationale 2)
  - prvak: 2005., 2006.

- 5. liga (francusko prvenstvo Nationale 3)
  - prvak: 2009. (pričuve)

## Poznati igrači
- Patrick Cazal
- Sébastien Bosquet
- Jaleleddine Touati

## Vanjske poveznice
- Službena stranica kluba  Arhivirana inačica izvorne stranice od 23. srpnja 2008. (Wayback Machine) (francuski)